# Merizocera picturata
Espèce
Synonymes
- Ochyrocera picturata Simon, 1893

Merizocera picturata est une espèce d'araignées aranéomorphes de la famille des Psilodercidae.

## Distribution
Cette espèce est endémique du Sri Lanka.

## Description
La femelle holotype mesure 3,2 mm.

## Publication originale
- Simon, 1893 : Descriptions de quelques arachnides appartenant aux familles des Leptonetidae et Oonopidae.  Annales de la Société entomologique de France, vol. 62, Bulletin, p. 247-248 (texte intégral).